# Liga Norte Senior 7×7 2019
La Liga Norte 7×7 2019 è la 2ª edizione del campionato di football a 7, organizzato dalla FEFAPA.

## Squadre partecipanti
| Club                                 | Città                 | Stadio | Sponsor ufficiale |
| ------------------------------------ | --------------------- | ------ | ----------------- |
| Cantabria Bisons                     | Santander             |        |                   |
| CDE Berserkers                       | Piélagos              |        |                   |
| Coyotes de Santurtzi                 | Santurtzi             |        |                   |
| Guadalajara Stings                   | Guadalajara           |        |                   |
| Mercenarios de Villamayor de Gállego | Villamayor de Gállego |        |                   |
| Oviedo Madbulls                      | Oviedo                |        |                   |
| Venta de Baños White Sharks          | Venta de Baños        |        |                   |
| Vigo Guardians                       | Vigo                  |        |                   |

## Stagione regolare

### Calendario

#### 1ª giornata
| Santurtzi 13 gennaio 2019, ore 11:00 | Coyotes de Santurtzi | 46 – 20 referto | Cantabria Bisons | Polideportivo Municipal de Santurtzi Mikel Trueba |

| 13 gennaio 2019, ore 11:00 | CDE Berserkers | 13 – 22 referto | Oviedo Madbulls |  |

| 13 gennaio 2019, ore 12:30 | Mercenarios de Villamayor de Gállego | 68 – 6 referto | Guadalajara Stings |  |

| 13 gennaio 2019, ore 15:00 | Vigo Guardians | 47 – 40 referto | Venta de Baños White Sharks |  |

#### 2ª giornata
| 26 gennaio 2019, ore 16:00 | Guadalajara Stings | 8 – 50 referto | Coyotes de Santurtzi |  |

| 27 gennaio 2019, ore 12:00 | Venta de Baños White Sharks | 45 – 0 referto | CDE Berserkers |  |

| Santander 27 gennaio 2019, ore 12:00 | Cantabria Bisons | 28 – 22 referto | Mercenarios de Villamayor de Gállego | IMD Ruth Beitia |

| Oviedo 27 gennaio 2019, ore 12:30 | Oviedo Madbulls | 45 – 6 referto | Vigo Guardians | H.F.E. Tensi |

#### 3ª giornata
| 9 febbraio 2019, ore 15:30 | Venta de Baños White Sharks | 22 – 10 referto | Oviedo Madbulls |  |

| Santurtzi 10 febbraio 2019, ore 11:00 | Coyotes de Santurtzi | 26 – 10 referto | Mercenarios de Villamayor de Gállego | Polideportivo Municipal de Santurtzi Mikel Trueba |

| 10 febbraio 2019, ore 11:00 | CDE Berserkers | 12 – 0 referto | Vigo Guardians |  |

#### Recuperi 1
| Guadalajara 16 febbraio 2019, ore 16:00 | Guadalajara Stings | 0 – 40 referto | Cantabria Bisons | Campo de Fútbol Municipal Pedro Escartín |

#### 4ª giornata
| Guadalajara 23 febbraio 2019, ore 16:00 | Guadalajara Stings | 0 – 58 referto | Mercenarios de Villamayor de Gállego | Campo de Fútbol Municipal Pedro Escartín |

| 24 febbraio 2019, ore 12:00 | Venta de Baños White Sharks | 20 – 14 referto | Vigo Guardians |  |

| Santander 24 febbraio 2019, ore 12:00 | Cantabria Bisons | 48 – 36 referto | Coyotes de Santurtzi | IMD Ruth Beitia |

| Oviedo 24 febbraio 2019, ore 12:30 | Oviedo Madbulls | 20 – 27 referto | CDE Berserkers | H.F.E. Tensi |

#### 5ª giornata
| 10 marzo 2019, ore 11:00 | CDE Berserkers | 12 – 18 referto | Venta de Baños White Sharks |  |

| Santurtzi 10 marzo 2019, ore 11:00 | Coyotes de Santurtzi | 71 – 0 referto | Guadalajara Stings | Polideportivo Municipal de Santurtzi Mikel Trueba |

| 10 marzo 2019, ore 12:30 | Mercenarios de Villamayor de Gállego | 26 – 42 referto | Cantabria Bisons |  |

| 10 marzo 2019, ore 15:00 | Vigo Guardians | 19 – 24 referto | Oviedo Madbulls |  |

#### 6ª giornata
| Villamayor de Gállego 23 marzo 2019, ore 19:00 | Mercenarios de Villamayor de Gállego | 22 – 32 referto | Coyotes de Santurtzi | Campo de futbol Tarba |

#### 7ª giornata
| Santander 30 marzo 2019, ore 16:00 | Cantabria Bisons | 60 – 7 (20-0 12-7 12-0 16-0) referto | Guadalajara Stings | IMD Ruth Beitia |

| Oviedo 31 marzo 2019, ore 12:30 | Oviedo Madbulls | 30 – 0 referto | Venta de Baños White Sharks | H.F.E. Tensi |

| 31 marzo 2019, ore 15:00 | Vigo Guardians | 37 – 24 referto | CDE Berserkers |  |

### Classifiche
Le classifiche della regular season sono le seguenti:
- PCT = percentuale di vittorie, G = partite giocate, V = partite vinte,  P = partite perse, PF = punti fatti, PS = punti subiti

#### Girone Est
| Pos. | Squadra                              | PCT  | G | V | N | P | PF  | PS  |
| ---- | ------------------------------------ | ---- | - | - | - | - | --- | --- |
| 1    | Coyotes de Santurtzi                 | .833 | 6 | 5 | 0 | 1 | 261 | 108 |
| 2    | Cantabria Bisons                     | .833 | 6 | 5 | 0 | 1 | 238 | 137 |
| 3    | Mercenarios de Villamayor de Gállego | .333 | 6 | 2 | 0 | 4 | 206 | 134 |
| 4    | Guadalajara Stings                   | .000 | 6 | 0 | 0 | 6 | 21  | 347 |

#### Girone Ovest
| Pos. | Squadra                     | PCT  | G | V | N | P | PF  | PS  |
| ---- | --------------------------- | ---- | - | - | - | - | --- | --- |
| 1    | Oviedo Madbulls             | .667 | 6 | 4 | 0 | 2 | 151 | 87  |
| 2    | Venta de Baños White Sharks | .667 | 6 | 4 | 0 | 2 | 152 | 106 |
| 3    | CDE Berserkers              | .333 | 6 | 2 | 0 | 4 | 88  | 142 |
| 4    | Vigo Guardians              | .333 | 6 | 2 | 0 | 4 | 123 | 165 |

## Playoff

### Tabellone
|  | Semifinali | Semifinali                  | Semifinali |                  |    | I Finale             | I Finale | I Finale |  |
|  |            |                             |            |                  |    |                      |          |          |  |
|  | 1E         | Coyotes de Santurtzi        | 39         |                  |    |                      |          |          |  |
|  | 1E         | Coyotes de Santurtzi        | 39         |                  |    |                      |          |          |  |
|  | 2O         | Venta de Baños White Sharks | 6          |                  |    |                      |          |          |  |
|  | 2O         | Venta de Baños White Sharks | 6          |                  | 1E | Coyotes de Santurtzi | 23       |          |  |
|  |            |                             |            |                  | 1E | Coyotes de Santurtzi | 23       |          |  |
|  |            |                             | 2E         | Cantabria Bisons | 18 |                      |          |          |  |
|  | 2E         | Cantabria Bisons            | 2E         | Cantabria Bisons | 18 | 46                   |          |          |  |
|  | 2E         | Cantabria Bisons            |            |                  |    |                      |          |          |  |
|  | 1O         | Oviedo Madbulls             | 8          |                  |    |                      |          |          |  |

### Semifinali
| Santurtzi 13 aprile 2019, ore 17:00 | Coyotes de Santurtzi | 39 – 6 (19-6 0-0 6-0 14-0) referto | Venta de Baños White Sharks | Polideportivo Municipal de Santurtzi Mikel Trueba |

| Oviedo 14 aprile 2019, ore 12:30 | Oviedo Madbulls | 8 – 46 referto | Cantabria Bisons | H.F.E. Tensi |

### I Finale
| Santurtzi 27 aprile 2019, ore 17:00 | Coyotes de Santurtzi | 23 – 18 | Cantabria Bisons | Polideportivo Municipal de Santurtzi Mikel Trueba |

## Verdetti
- Coyotes de Santurtzi Campioni della LNS7×7